# Paul Biya

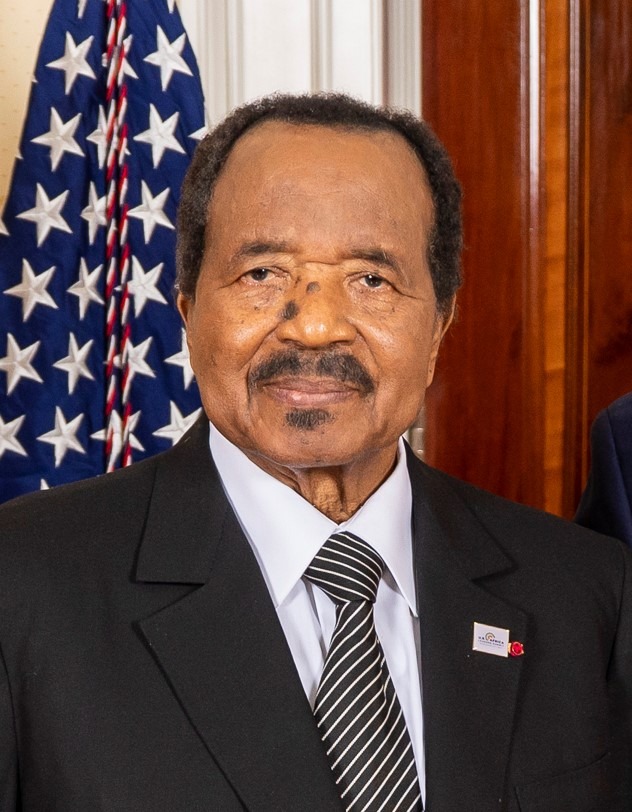
Paul Biya (2022)

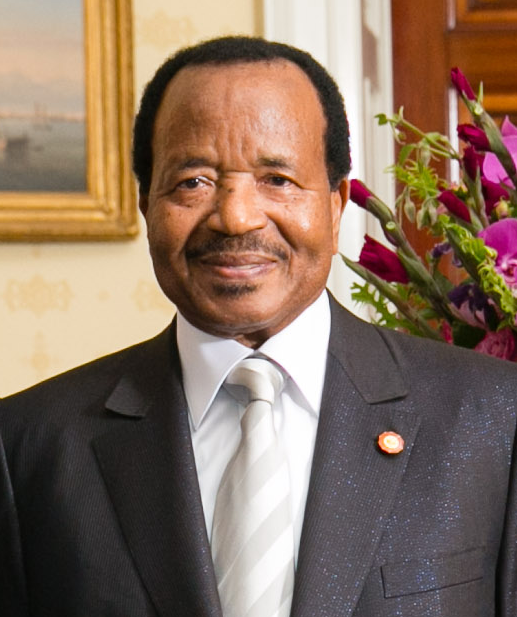
Paul Biya (2014)

Paul Biya (* 13. Februar 1933 in Mvomeka’a, Kamerun, als Paul Barthélemy Biya'a bi Mvondo) ist seit 1982 der diktatorisch regierende Präsident Kameruns. Aktuell ist er das älteste amtierende Staatsoberhaupt der Welt. Er stammt aus dem Bulu-Volk.

## Leben
Paul Biya entstammt einer römisch-katholischen Familie, die in bescheidenen Verhältnissen lebte. Er besuchte in den 1940er Jahren ein Priesterseminar in Yaoundé. In den 1950er Jahren ging er nach Paris, wo er an mehreren Hochschulen studierte. Er studierte Internationale Beziehungen am Institut d’études politiques de Paris und schloss 1961 dort mit einem Diplom ab. 1962 rief ihn der erste Präsident Kameruns, Ahmadou Ahidjo, ins Land zurück, und ernannte ihn zum Minister. Von 1975 bis 1982 war er Premierminister. Zugleich stieg er auch in der Einheitspartei Nationale Kamerunische Union (UNC) auf.
Nachdem Ahidjo aus gesundheitlichen Gründen vom Amt des Präsidenten zurückgetreten war, wurde Biya zwei Tage später, am 6. November 1982, zu seinem Nachfolger ernannt. Ahidjo, der noch der UNC vorstand, nahm an, später wieder in das Amt zurückkehren zu können. Biya ersetzte Minister, die loyal zu Ahidjo waren, durch eigene Anhänger. Weil unter anderen auch Biya Ahidjo vorwarf, im August 1983 einen Putsch angeleitet zu haben, um an die Macht zurückzukommen, ging dieser 1983 ins Exil. Biya wurde nun auch Präsident der UNC.
Im April 1984 gab es einen weiteren erfolglosen Putschversuch. 1985 gründete Biya die regierende Partei Demokratische Sammlung des Kameruner Volkes (RDPC) als Nachfolgepartei der UNC, deren Präsident er auch wurde. Nachdem Kamerun lange nur von einer Partei regiert wurde, wurde in den 1990er Jahren unter Biya ein Mehrparteiensystem eingeführt. Nach der ersten Präsidentschaftswahl mit mehreren Kandidaten am 11. Oktober 1992 erklärte sich Biya zum Sieger. Der Oppositionskandidat John Fru Ndi behauptete, das Wahlergebnis sei manipuliert worden. Als große Demonstrationen folgten, erklärte Biya den Ausnahmezustand und ließ das Militär gegen die Unterstützer der Opposition vorgehen. Amnesty International warf der Polizei unrechtmäßige Verhaftungen, Folter und Tötungen vor. Die Oppositionsparteien boykottierten die nächste Präsidentschaftswahl 1997.
Trotz der innenpolitischen Spannungen konnte Biya die finanzielle Lage des Landes verbessern. Im Jahr 2000 unterzeichnete er mit dem Präsidenten des Tschad, Idriss Déby, einen Vertrag über die Errichtung einer Pipeline vom Tschad zum Kameruner Hafen Kribi. Er intensivierte die wirtschaftliche Zusammenarbeit mit den USA und China. So hatte China 1992 bereits einen neuen Kongresspalast finanziert.
Bei den Präsidentschaftswahlen am 11. Oktober 2004 wurde Biya für weitere sieben Jahre gewählt, was jedoch die Opposition als großangelegten Betrug ansah. Dennoch wurde er am 3. November 2004 für eine weitere Amtszeit vereidigt.
2005 traf sich Biya mit dem damaligen nigerianischen Staatspräsidenten Olusegun Obasanjo in Genf, um den seit den 1960er Jahren schwelenden Konflikt um die Bakassi-Halbinsel beizulegen.
2008 erreichte Biya, dass die Beschränkung der Amtszeit aufgehoben wird. Somit trat er bei der Wahl am 9. Oktober 2011 erneut an und wurde mit 77 Prozent der Stimmen wiedergewählt. Bei der Wahl im Oktober 2018 trat er, 85-jährig, erneut an und siegte mit 71 Prozent der Stimmen.

## Kritik
Paul Biya ist von einigen für seinen strengen Führungsstil und vor allem für die Entfremdung vom Volk kritisiert worden. Starke Ablehnung begegnet ihm auch vonseiten der Englisch sprechenden Kameruner. Diese werfen ihm vor, ihren Problemen nicht genug Beachtung zu schenken und fühlen sich vom politischen und staatlichen Geschehen ausgeschlossen. Viele seiner Gegner kommen aus dem englischsprachigen Südkamerun. Sie meinen, das Land werde nur von der Ethnie des Präsidenten regiert. Tatsächlich sind sämtliche hohe Regierungsämter mit französischsprachigen Politikern besetzt.
Biya wird vorgeworfen, sich ein System der Korruption zunutze zu machen und die demokratischen Errungenschaften des Landes wieder rückgängig gemacht zu haben.
So wurde im Jahr 2014 ein Antiterrorgesetz erlassen, das Meinungsfreiheit und die politische Opposition in Kamerun stark einschränkt.
Auch seine wiederholte Abwesenheit vom Land wird kritisiert. Dabei soll er häufig mit einer bis zu 50-köpfigen Entourage in Schweizer Luxushotels wohnen. Er soll sich selten mit seiner Regierung treffen, und wenige politische Entscheidungen treffen: Sein gesamtes politisches Schaffen 2017 soll aus einem Dutzend Gesetzen bestanden haben, die er innerhalb von drei Tagen unterzeichnete.

## Familie
Paul Biya war in erster Ehe mit Jeanne-Irène Biya verheiratet, von der er sich scheiden ließ, und die 1992 verstarb. Es sind Spekulationen über einen gewaltsamen Tod im Umlauf. Unmittelbar anschließend kam es zu mehreren weiteren Todesfällen in ihrem Umfeld.
Paul und Jeanne-Irène Biya hatten keine gemeinsamen Kinder. Jeanne-Irène adoptierte den 4-jährigen Sohn Paul Biyas, dessen Mutter ihre Schwester oder Nichte war. Er erhielt den Namen Franck Emmanuel Olivier Biya und wird als Nachfolger seines autoritär regierenden Vaters anlässlich der für 2025 angesetzten Wahlen gehandelt.
1994 heiratete Paul Biya Chantal Biya (gebürtige Vigouroux). Sie haben zwei gemeinsame Kinder, Paul und Anastasia „Brenda“ Biya. Letztere lebt in der Schweiz und wurde unter ihrem Künstlernamen „King Nasty“ als Rapperin bekannt. Im Juli 2024 outete diese sich mit einem Social-Media-Post als homosexuell. Dies setzte Biya unter Druck die repressive Politik gegenüber der LGBTQ-Community abzumildern.
Paul Biya ist außerdem Adoptivvater der beiden Kinder seiner Frau Chantal, Franck und Patrick Hertz, die aus einer früheren Liaison stammen.